# Тато повертається
Тато повертається — картина раннього періоду творчості американського художника Вінслова Гомера (1836 − 1910).
Гомер не отримав систематичної художньої освіти і не відбув в Європу з освітньої подорожжю. Перешкодами були то скрутний матеріальний стан, то початок Громадянської війни у США. Від брав приватні уроки у другорядних художників і наполегливо працював сам. Навчання в Національній школі дизайну і праця роками в ілюстрованих виданнях виробила з нього доброго малювальника. До того ж, періодичні видання навернули його до реального життя і сцен суто американської дійсності.
Серед сюжетів Гомера, до яких він часто звертався — морська тематика, життя людей на узбережжі, суворий побут моряків та їх близьких, трагічні події, що тісно пов'язані з працею на морі. Картина 1873 р. «Тато повертається» ще досить спокійна за сюжетом і неодноразово зустрічалась в творчості і європейських майстрів. Серед суворо-романтичних картин цього напрямку — уславлені твори бельгійця Луї Галле («Родина рибалки»,1848, «Чекають повернення»,1855, Ермітаж), старшого сучасника художника зі Сполучених Штатів. Але Гомер дає свій варіант композиції і нічого не запозичає ні у кого.